# 恩岡代雷大學
恩岡代雷大學（法語：Université de Ngaoundéré）是喀麥隆的一所公立综合性大学，校本部位於该国阿達馬瓦高原城市、阿达马瓦区首府恩岡代雷。

## 概況
1993年1月份，該校根據喀麦隆93/028号總統令而成立，并开设6個系所；其后随着教学实力增强，学校增加了数个系所，并已经拥有各类在校生约3万人，年预算也超过80亿非洲法郎；其中，该校教育科学学院与法律和政治科学学院也在喀麦隆北部区首府加鲁阿开设了分校区。

## 外部連結
- 學校官網 （页面存档备份，存于）（法文）